# 叶卢拜·泰别科夫
叶卢拜·巴济莫维奇·泰别科夫（俄语：Елубай Базимович Тайбеков；1901年5月3日（格里历：5月15日）—1991年1月19日），哈萨克族，苏联党和国家领导人。曾任哈共（布）阿克纠宾斯克州委第二，第一书记、阿克莫拉州委第一书记、哈萨克苏维埃社会主义共和国部长会议主席、东哈萨克斯坦州州长等职。

## 生平
- 1901年5月3日（格里历：5月15日）出生于沙俄阿克莫林斯克州科尔加尔任区乌奇卡尤克村的一个牧民家庭，属哈萨克族中玉兹阿尔浑部。11岁起成为当地巴伊的牧羊人。
- 1922年-1924年，奥伦堡动物兽医学院学习。
- 1924年-1926年，奥伦堡工农学校军校学员，中级指挥参谋。1926年加入联共（布）。
- 1926年-1927年，科斯塔奈地区副行政长官。
- 1927年-1928年，科斯塔奈地区检察院副检察官。
- 1928年-1929年，联共（布）科斯塔奈州乌巴甘地区党委执行书记。
- 1929年，科斯塔奈州卡拉巴雷克地区国土局党组书记。
- 1929年-1930年，科斯塔奈地区行政长官。
- 1930年-1935年，苏联农业学院学习。
- 1935年-1942年，哈萨克农业学院工作。历任助教、讲师、系主任、副院长。1940年获经济学博士学位，哈萨克农业学院助理教授。
- 1942年，哈萨克苏维埃社会主义共和国土地经济人民委员部政治部副部长。
- 1942年-1944年，哈共（布）阿克纠宾斯克州委第二书记。
- 1944年-1948年，哈共（布）阿克纠宾斯克州委第一书记。
- 1948年-1950年，联共（布）中央委员会进修班学习。
- 1950年-1951年9月，哈共（布）阿克莫拉州委第一书记。
- 1951年9月-1955年3月，哈萨克苏维埃社会主义共和国部长会议主席。
- 1955年4月-1958年1月，东哈萨克斯坦州州长。1957年任哈萨克饲料和牧草研究所所长。
- 1957年-1961年，哈萨克苏维埃社会主义共和国科学院经济与农业部院士兼书记。
- 1961年-1963年，哈萨克农业学院院长。
- 1963年-1977年，哈萨克农业学院系主任、副教授。
- 1977年退休，享受联邦养老金待遇。
- 1991年1月19日于阿拉木图逝世，享年89岁。

泰别科夫是苏共19大代表，第19届中央委员；第3-4届苏联最高苏维埃联盟院代表；第2-4,6-7届哈萨克苏维埃社会主义共和国最高苏维埃代表。

## 荣誉
- 十月革命勋章
- 两次劳动红旗勋章
- 一级卫国战争勋章
- 两次各民族人民友谊勋章
- 荣誉勋章
- 哈萨克苏维埃社会主义共和国高等教育功勋工作者称号